# تخته‌کیران (گوله)
تخته‌کیران (به ترکی استانبولی: Tahtakıran) یک منطقهٔ مسکونی در ترکیه است که در گوله (شهر) واقع شده‌است.